# Creu llatina

Creu llatina

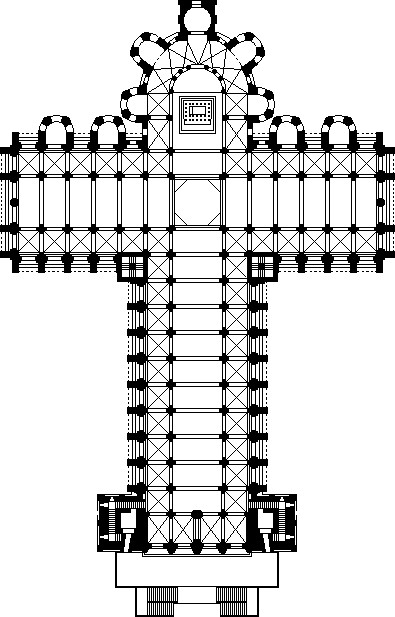
Planta de la Catedral de Santiago de Compostel·la.

La creu llatina és una creu formada per dos segments de diferent llargada que es creuen en angle recte, on el segment menor creua el més llarg en una proporció de tres quarts. El seu ús en l'entorn religiós s'inspira del crucifix de la tradició cristiana.

## Arquitectura
En arquitectura hi ha una forma de planta anomenada de creu llatina. Correspon al disseny utilitzat en les esglésies en què el braç major (que forma una línia que va des del pòrtic principal a l'absis, passant per l'atri i l'altar major) té major longitud que el braç menor o transsepte. Quan ans al contrari totes dues tenen la mateixa longitud es parla de planta de creu grega, un dels models de planta centralitzada, molt habitual a l'arquitectura romana d'Orient. En canvi, la planta de creu llatina és molt habitual a les esglésies de la cristiandat llatina, i particularment es va desenvolupar a les esglésies monàstiques dels benedictins medievals (orde de Cluny i Cister), a les denominades esglésies de peregrinació del Romànic i al gòtic del Camí de Sant Jaume.
La zona on es creuen el braç major i el braç menor es denomina creuer, i la forma de la seva coberta pot ser molt variada, ja siguin voltes (volta d'aresta, volta de creueria), cúpules, cimboris, etc., i es pot projectar a l'exterior mitjançant diferents tipus de teulades, torres, cuculles, etc.
El braç major (i de vegades el menor) se sol dividir en naus, habitualment un nombre imparell, destacant-se la central com nau major, i quedant a banda i banda les naus laterals que solen tenir menor altura. Aquestes naus laterals poden prolongar més enllà del creuer i envoltar per darrere l'altar major, en el que es coneix com a deambulatori. Els murs de l'església poden articular mitjançant capelles laterals.
La capçalera de l'església, pot tenir un absis semicircular (cobert habitualment amb una exedra-mitja cúpula-) que al seu torn pot complementar-se amb absidioles adossades, bé al mateix absis, bé al braç menor.
És habitual l'alineació astronòmica de les plantes de creu llatina, perquè l'Est coincideixi amb la capçalera (o absis) i l'Oest amb els peus (o pòrtic), el que permet efectes d'il·luminació destacats mitjançant finestres més o menys àmplies (òculs, rosasses, vitralls), etc.